# Rapture (musikalbum av Anita Baker)
Rapture är det andra studioalbumet av den amerikanska sångaren Anita Baker, utgivet av Elektra den 20 mars 1986.

## Bakgrund
Som barn fick Anita Baker sitt inträde till musiken genom att sjunga gospel hemma i kyrkan i Detroit, Michigan. Bakers familj lärde henne att sjunga gospelhymnerna för att hon inte skulle somna under gudstjänsterna. Under tidiga 1980-talet blev Baker medlem i en lokal disco- och funk-grupp med namnet Chapter 8. Musikgruppen släppte ett studioalbum men fick lämna skivbolaget på grund av låg försäljning. Besviken och avskräckt tog hon kliv bort från musikindustrin och blev istället servitris och receptionist på en advokatfirma hemma i Detroit. Bakers medverkan i Chapter 8 uppmärksammades av det nya skivbolaget Beverly Glenn som sökte upp Baker och erbjöd henne ett skivkontrakt som soloartist. Först tveksam skrev Baker på kontraktet och släppte debutalbumet The Songstress år 1983.
The Songstress hade måttliga kommersiella framgångar på amerikanska R&B-listorna. En jazz-influerad slow jam med titeln "Angel" nådde topp fem. Baker ville ha större kreativ kontroll på nästa studioalbum och skrev på för det större bolaget Elektra Records. Baker utsåg sig själv till chefsproducent. Nu kunde hon vara mer personlig i urvalet av material till albumet även om hon inte skrev varje låt.

## Inspelning
Baker påbörjade arbetet på en uppföljare till The Songstress år 1985 tillsammans med den tidigare kollegan och Chapter 8-medlemmen Michael J. Powell. Baker återvände från musikförlagen med fem kompositioner och skapade ytterligare tre med låttext av henne själv.

## Komposition och teman
Inför skapandet av Rapture ville Baker ha "kärlekslåtar passande framför den öppna spisen" och att musiken skulle ha jazz-undertoner. Baker ville behålla den stämningen på hela albumet och tog därför ett medvetet val bort från den mera aggressiva och mekaniska pop-R&B:n som annars var i trend under perioden. Christopher A. Daniel från Albumism ansåg att Bakers val av material till albumet signalerade uppror mot trenderna och att hon istället favoriserade lågmäld musik att ackompanjera sin sångröst som därmed tilläts större spelrum. Med R&B som grund, skapade Baker och Powell kompositioner som beskrivits som eleganta och sofistikerade med smooth jazz-arrangemang. Resultatet blev musik som landade inom ramen för vuxenpop men som också hade viss antydan till crossover-pop. Texterna på Rapture hyllar kärlek och lycka och Baker sjunger om dem med värme och ömsinthet. Albumet öppnar med "Sweet Love" som innehåller gospel-influerade pianoslingor och slagverksdrivna beats. Baker tillämpar en optimistisk sångstil och uttrycker sin beundran gentemot sin kärlekspartner. "You Bring Me Joy" fortsätter i samma tema. "Caught Up in the Rapture" inleds med Baker som scatsjunger låtens melodi. Kompositionen fortsätter in i en basdriven romantisk groove som avslutas med ett akustiskt gitarr solo.
På "Been So Long" sjunger Baker om sin längtan efter sin partner över en jazzig ljudbild. Baker spelade in en cover på The Manhattan Transfers "Mystery" vars original skrevs av Rod Temperton. Låten inleds med Baker som harmoniserar och hennes vokalsång kompletteras senare med "soul-fyllda musikarrangemang". "No One in the World" producerades av Marti Sharron och Gary Skardina och har en låttext som beskriver framförarens bild av en perfekt kärlekspartner. Bakers sång backas upp av bakgrundssång och funk-influerad gitarr. Mot slutet av Rapture avviker Baker från ballader och utforskar istället kompositioner i medelsnabbt tempo. "Same Ole Love (364 Days a Year)" har beskrivits som en "feel-good dänga" driven av funk-influerad bas och jämna beats medan Baker hyllar en lycklig och fungerande kärleksrelation. Albumet avslutas med "Watch Your Step" som är en akustisk komposition där Baker varnar en otrogen partner.

## Omslag och design
Albumets omslag och häfte designades av Sue Keston med Hale Milgrim som creative director. Baker fotograferades av Carol Friedman som även var ansvarig över art direction. Omslagsbilden visar Baker med ögonen slutna, sittande i fosterställning framför en svart bakgrund. Baker greppar vänster arm med sin högra hand och omfamnar sin svarta klänning.
Christopher A. Daniel från webbplatsen Albumism ansåg att bilden antydde att innehållet passade afroamerikanska radiostationer som spelar quiet storm, en kväll i ensamhet med levande ljus eller tillsammans med en partner.

## Mottagande

### Senare recensioner

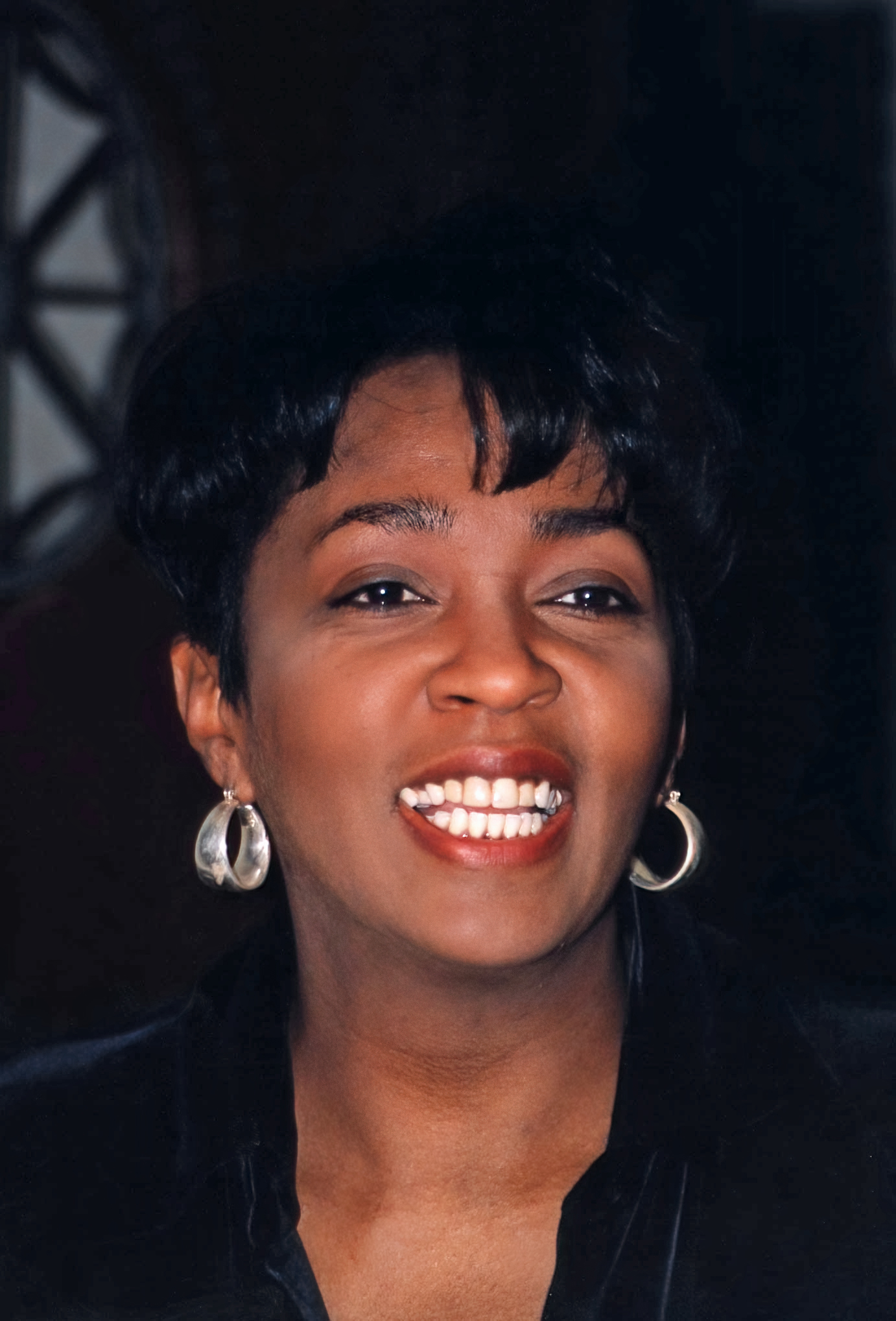
Baker år 1998.

Todd Williams från The Boombox recenserade albumet vid dess trettioårsjubileum. Williams ansåg att Baker lyckats fullända en "brännhet" quiet storm som blev ett "definierande ögonblick" för R&B-musiken under mitten av 1980-talet. Han utvecklade: "Hon höll en unik plats inom populärmusiken under 1980- och 90-talet och hennes röst var helt olik andras. Rapture är Anita Bakers mästerverk och ett betydelsefullt album för 1980-talet och framåt. Genom att kringgå danspop och hiphop-trenderna som började bli populära, lyckades hon skapa något helt tidlöst. Utan att vara respektlös mot andra sångare, men det finns något att säga om någon som vet vem denne är och presenterar det för resten av världen. Och det är precis vad Anita Baker gjorde med Rapture". Vid trettiofem årsjubileet 2021 av Rapture recenserade Christopher A. Daniel från webbplatsen Albumism albumet. Daniel skrev: "[...] en brännhet ensemble bestående av åtta spår som bevisade att 1980-tals R&B kunde vara både elegant och sofistikerad." Han elaborerade: "Det var på samma album som Baker började att skapa en egen nisch, genom att vara en av de mest urskiljbara vokalisterna. Med precis sång från en altstämma som helt saknade motstycke och från en sån liten kvinna, var resultatet både högtravande och slående, men långt från överproducerat." Daniel sammanfattade: "Förtjusningen med Rapture är enkel, albumet försöker inte för mycket eller låter krystat med klämtjäcka förtecken, akrobatisk danskoreografi eller genom att vara överdrivet teatraliskt."

## Arv och inflytande
Fram till år 2021 hade Rapture sålts i 8 miljoner exemplar internationellt. Albumet ses som Bakers genombrott och gjorde henne till en av de absolut största utövarna inom svart pop under 1980-talet, tillsammans med andra etablerade akter som Michael Jackson, Lionel Richie, Prince, Janet Jackson, Whitney Houston, Sade, Luther Vandross och Tina Turner.

## Låtlista
| 1.           | "Sweet Love"                      | Anita Baker, Louis A. Johnson, Gary Bias | Anita Baker, Louis A. Johnson, Gary Bias | 4:26  |
| 2.           | "You Bring Me Joy"                | David Lasley                             | David Lasley                             | 4:24  |
| 3.           | "Caught Up in the Rapture"        | Garry Glenn, Dianne Quander              | Garry Glenn                              | 5:17  |
| 4.           | "Been So Long"                    | Anita Baker                              | Anita Baker                              | 5:07  |
| 5.           | "Mystery"                         | Rod Temperton                            | Rod Temperton                            | 4:56  |
| 6.           | "No One in the World"             | Ken Hirsch, Marti Sharron                | Marti Sharron, Gary Skardina             | 4:10  |
| 7.           | "Same Ole Love (365 Days a Year)" | Marilyn Mcleod, Darryl K. Roberts        | Marilyn Mcleod, Darryl K. Roberts        | 4:05  |
| 8.           | "Watch Your Step"                 | Anita Baker                              | Anita Baker                              | 4:54  |
| Total längd: | Total längd:                      | Total längd:                             | Total längd:                             | 37:09 |

## Medverkande
Information hämtad från albumhäftet till Rapture.

### Musiker
- Anita Baker – huvudsång, bakgrundssång (1–6), keyboard (8)
- Dean "Sir" Gant – keyboard (1, 2, 4, 7, 8), arrangemang
- Vernon D. Fails – keyboard (3, 5)
- Randy Kerber – keyboard (6)
- Greg Phillinganes – synthesizer (6)
- Paul Chiten – synthesizer (6)
- Greg Moore – gitarr (1, 2, 7)
- Michael J. Powell – gitarr (3, 5)
- Donald Griffin – gitarr (4, 8)
- Dean Parks – gitarr (6)
- Paul Jackson Jr. – gitarr (6)
- Freddie Washington – bas (1, 2, 7)
- David B. Washington – bas (3, 5, 8)
- Jimmy Haslip – bas (4)
- Neil Stubenhaus – bas (6)
- Ricky Lawson – trummor (1, 2, 4, 7, 8)
- Arthur Marbury – trummor (3, 5)
- John Robinson – trummor (6)
- Paulinho da Costa – slagverk (1, 2, 6, 7, 8)
- Lorenzo Brown – slagverk (3)
- Lawrence Fratangelo – slagverk (3, 5)
- Don Myrick – saxofon (2)
- Donald Albright – saxofon (8)
- Jim Gilstrap – bakgrundssång (1, 2, 4, 7, 8)
- Bunny Hull – bakgrundssång (1, 2, 4, 7, 8)
- Daryl Phinnessee – bakgrundssång (1, 2, 4, 6, 7, 8)
- Alex Brown – bakgrundssång (2, 8)
- Vesta Williams – bakgrundssång (2, 8)
- Natalie Jackson – bakgrundssång (5)
- Lynn Davis – bakgrundssång (6)
- Phillip Ingram – bakgrundssång (6)

### Produktion
- Chefsproducent – Anita Baker
- Producent – Michael J. Powell (tracks 1–5, 7 & 8); Marti Sharron, Gary Skardina (track 6)
- Ljudtekniker – Barney Perkins (tracks 1–5, 7 & 8); Robert Feist, Gary Skardina (track 6)
- Assisterande ljudtekniker 1–5, 7 & 8 – Keith "KC" Cohen, Fred Law, Tony Ray, Keith Seppanen
- Ljudmixning – Barney Perkins, Michael J. Powell
- Mastering – Bernie Grundman vid Bernie Grundman Mastering (Hollywood, Kalifornien)

### Design och omslag
- Art direction och fotografi – Carol Friedman
- Creative director – Hale Milgrim
- Design – Sue Keston

## Certifikat och försäljning
| Kanada (Music Canada)                  | Guld       | 50 000^    |
| Storbritannien (BPI)                   | Platina    | 300 000^   |
| USA (RIAA)                             | 5× platina | 5 000 000^ |
| Internationellt                        | —          | 8 000      |
| ^ avser siffror baserade på certifikat |            |            |

## Utgivningshistorik
| Region          | Datum           | Utgåva                 | Format                      | Skivbolag              | Ref.   |
| --------------- | --------------- | ---------------------- | --------------------------- | ---------------------- | ------ |
| Internationellt | 20 mars 1986    | Standard, Club Edition | CD, vinylskiva, kassettband | Elektra WEA            | [ 10 ] |
| USA             | 7 december 2006 | Standard               | digital nedladdning         | Atlantic               | [ 11 ] |
| Europa          | 10 juni 2013    | Standard (återutgåva)  | vinylskiva                  | Elektra Music On Vinyl | [ 12 ] |
| Japan           | 7 augusti 2019  | Standard (återutgåva)  | CD                          | Elektra                | [ 13 ] |